# Associação Sportiva Sociedade Unida
L'Associação Sportiva Sociedade Unida, noto anche semplicemente come ASSU, è una società calcistica brasiliana con sede nella città di Açu, nello stato del Rio Grande do Norte.

## Storia
Il club è stato fondato il 10 gennaio 2002. L'ASSU ha vinto il suo primo titolo, che è stato la prima fase del Campionato Potiguar 2009, il 1º marzo di quell'anno, sette anni dopo la fondazione, dopo un pareggio di 2-2 con il Santa Cruz, garantendo così il suo posto in finale contro la vincente della seconda fase del campionato, il Potyguar de Currais Novos, e uno dei posti per il Rio Grande do Norte nella Coppa del Brasile 2010. Ha vinto il Campionato Potiguar il 1º maggio 2009, qualificandosi per il Campeonato Brasileiro Série D 2009. Tuttavia decise di non partecipare al campionato. L'ASSU ha partecipato alla Coppa del Brasile nel 2010, dove è stato eliminato al primo turno dall'Atlético Goianiense.

## Colori e simboli

### Colori
I colori dell'ASSU sono il verde e il bianco, ripresi dai colori della bandiera della città di Açu.

### Simboli ufficiali
La mascotte ufficiale del club è il camaleonte: il rettile è stato scelto perché è un animale tipico della Vale do Açu e ha un colore verdastro, come l'uniforme della squadra.

## Strutture

### Stadio
L'ASSU gioca le partite casalinghe nell'Estádio Edgar Borges Montenegro, meglio conosciuto come Edgarzão. Lo stadio è di proprietà della Liga Açuense de Desportos e ha una capacità di 4.000 posti.

## Palmarès

### Competizioni statali
- Campionato Potiguar: 1

2009
- Campeonato Potiguar Segunda Divisão: 1

2015